# Meandropsina
Meandropsina es un género de foraminífero bentónico de la familia Meandropsinidae, de la superfamilia Soritoidea, del suborden Miliolina y del orden Miliolida. Su especie tipo es Meandropsina vidali. Su rango cronoestratigráfico abarca el Senoniense (Cretácico superior).

## Clasificación
Meandropsina incluye a las siguientes especies:
- Meandropsina anahensis †
- Meandropsina iranica †
- Meandropsina rutteni †
- Meandropsina vidali †